# Tecumseh
Tecumseh (n.1768? - 5 de Outubro de 1813) era um famoso líder indígena dos Shawnee que viveu no estado de Michigan, cujo nome poderia ser mais exatamente Tecumtha ou Tekamthi, que liderou um pequeno grupo de nativos contra os Estados Unidos na Guerra Anglo-Americana de 1812. 
Ele passou a maior parte da sua vida a tentar reunir as tribos americanas indígenas numa defesa mútua das suas terras, o que consequentemente culminou na sua morte na guerra de 1812.
Tecumseh permanece um ícone respeitado dos americanos indígenas e é considerado um herói nacional no Canadá. Mesmo o seu adversário de longo prazo William Henry Harrison considerou Tecumseh ser "uma daquelas pessoas geniais, raras que aparecem ocasionalmente para produzir revoluções e derrubar a ordem estabelecida das coisas."

## Guerra de 1812
Tecumseh juntou-se ao General britânico Isaac Brock para forçar a rendição de Detroit em Agosto de 1812, a principal vitória dos britânicos. O discernimento de Tecumseh na guerra foi evidente neste compromisso. Como Brock avançou até a um ponto fora do alcance das armas de Detroit, Tecumseh colocou os seus guerreiros numa mata próxima circulando à volta, numa manobra que, repetida, pretendeu fazer crer que seriam muitos mais do que realmente acontecia. O comandante de forte, General Brigadeiro William Hull, rendeu-se.
Esta vitória foi revertida pouco mais de um ano depois quando, com a vitória de Comodoro Oliver Hazard Perry no Lago Erie, no final do Verão 1813, cortou as linhas de abastecimento britânicas e incitou-os a retirar-se. Os britânicos queimaram os edifícios públicos em Detroit e retiraram-se para o Canadá ao longo do Vale de Tamisa. Tecumseh seguiu-os, fazendo acções de luta na sua retaguarda para reduzir o velocidade do avanço dos Estados Unidos.
O seguinte comandante britânico, o General Henry Procter não teve a mesma relação de “trabalho” com Tecumseh que o seu antecessor. Procter não apareceu em Chatham, Ontário como esperado pelos Nativos Americanos. Harrison atravessou para o Canadá em Outubro de 1813 e ganhou aos britânico e aos Nativos Americanos na Batalha do Tâmisa perto de Chatham. Pouco depois, as tribos da sua confederação renderam-se a Harrison em Detroit. Certas testemunhas oculares afirmam que Tecumseh foi morto pelo Coronel Richard M. Johnson, futuro vice-presidente dos Estados Unidos da presidência de Martin Van Buren, embora não tenha sido provado. Depois de Tecumseh ser morto, nunca ninguém encontrou o seu corpo.